# Rudyard
Rudyard és una concentració de població designada pel cens dels Estats Units a l'estat de Montana. Segons el cens del 2000 tenia 275 habitants.

## Demografia
Segons el cens del 2000, Rudyard tenia 275 habitants, 126 habitatges, i 71 famílies. La densitat de població era de 114,2 habitants per km².
Dels 126 habitatges en un 27% hi vivien nens de menys de 18 anys, en un 45,2% hi vivien parelles casades, en un 7,1% dones solteres, i en un 42,9% no eren unitats familiars. En el 38,9% dels habitatges hi vivien persones soles el 20,6% de les quals corresponia a persones de 65 anys o més que vivien soles. El nombre mitjà de persones vivint en cada habitatge era de 2,18 i el nombre mitjà de persones que vivien en cada família era de 2,94.
Per edats la població es repartia de la següent manera: un 25,8% tenia menys de 18 anys, un 2,9% entre 18 i 24, un 25,5% entre 25 i 44, un 26,2% de 45 a 60 i un 19,6% 65 anys o més.
L'edat mediana era de 43 anys. Per cada 100 dones de 18 o més anys hi havia 94,3 homes.
La renda mediana per habitatge era de 28.393 $ i la renda mediana per família de 34.844 $. Els homes tenien una renda mediana de 25.694 $ mentre que les dones 15.833 $. La renda per capita de la població era de 16.889 $. Aproximadament el 7,2% de les famílies i el 9,9% de la població estaven per davall del llindar de pobresa.

## Poblacions més properes
El següent diagrama mostra les poblacions més properes.